# Perfler
Perfler, Perfl ist ein  Flur-, Hof- und Familienname in Tirol, Österreich.
Perfall(e) ist eine ahd./mhd. Wortform für Bärenfalle und in Tirol häufig als Flurname vorhanden. Sekundär wurde das Toponym im Mittelalter als Hof- und Familienname übernommen.
Der Hofname Perfl findet sich heute noch im Unterinntal, Schnalstal und Villgratental.
Der Familienname Perfler hat das Zentrum seiner Verbreitung im Hochpustertal. Genealogische Forschungen belegen, dass ein Großteil der heute in Österreich und Europa lebenden Personen, welche den Familiennamen Perfler tragen, von zwei Familienlinien des Villgratentals abstammen, dem Perflhof der Fraktion Unterfelden und dem Perflhof der Fraktion Winkeltal, beide Gemeinde Außervillgraten.
Die Gesamtzahl der weltweit lebenden Personen dieses Namens wird auf maximal vier- bis fünfhundert geschätzt. Der Familienname Perfler stellt somit einen sehr seltenen Familiennamen im oberdeutschen Sprachraum dar.

## Namensträger
- Mona Perfler, deutsche Schauspielerin.[3]